# 里氏海豚
里氏海豚（学名：Grampus griseus），又名灰海豚、黎氏海豚、瑞氏海豚、花纹海豚、花鲸，臺灣漁民亦稱其為 和尚鯃，是一種主要分布於全球熱帶至溫帶海域的大型海豚，喜好居住在大陸陡坡的水深驟降海域，主食為頭足類，例如南魷及武裝魷 。该物种的模式产地在法国。

## 生態習性
里氏海豚為全球性分布的鯨類，主要分布於熱帶至溫帶海域，在北緯 64 度至南緯 46 度的範圍，常出現在水深 500-2000 米的大陸陡坡的水深驟降海域。

## 保护
- 中国国家重点保护动物等级：二级
- 《臺灣野生動物保育名錄》：珍貴稀有保育類[6]

## 另見
- 佩羅魯斯·傑克